# Diuris
Diuris é um género botânico pertencente à família das orquídeas (Orchidaceae), composto por 71 espécies geófitas, todas endêmicas, uma de Timor-Leste e as restantes da Austrália, e por quatro notoespécies da Austrália onde habitam áreas abertas. São plantas herbáceas geófitas perenes, que podem ser reconhecidas facilmente pela aparência de suas flores, geralmente amarelas, cujas pétalas são grandes e voltadas para cima como se fossem as orelhas de um burro. Algumas espécies são comuns, formam grandes touceiras por meio do crescimento de seus tubérculos. é um dos gêneros de orquídeas terrestres mais populares da Austrália sendo que a Diuris punctata, de cor rosada, sempre causa sensação quando exibida. Florescem do meio do inverno ao meio da primavera. São polinizadas por pequenas abelhas, que também polinizam as flores da família da ervilha (Fabaceae), uma vez que as flores das Diuris imitam as flores desta família. Ocasionalmente podem ser polinizadas por moscas e besouros. Seus frutos são capsulares, de paredes finas, contendo entre 30 e 500 sementes minúsculas. As Diuris são relativamente fáceis de cultivar a partir de sementes e são suscetíveis aos virus Diuris Y, da família Potyviridae.

## Publicação

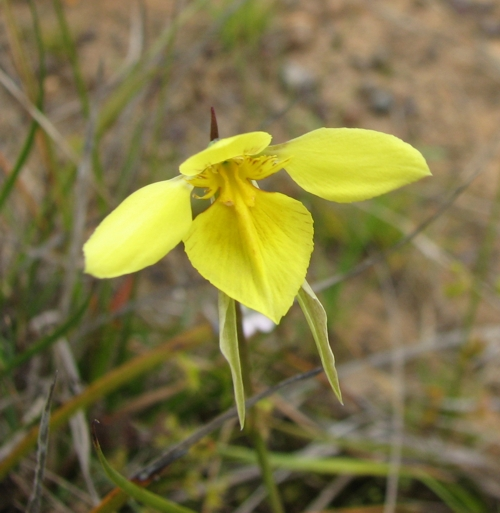
Diuris behrii

- Diuris Sm., Trans. Linn. Soc. London 4: 222 (1798).
- Etimologia: do grego, dis, duplo, e oura, cauda, em referência às sépalas laterais de suas flores, que se projetam por trás do labelo.
- Espécie tipo: Diuris aurea  Sm., Exot. Bot. 1: 15 (1804).

## Distribuição
Uma espécie é endêmica de Timor-Leste, onde cresce em encostas cobertas por capim, e as restantes estão distribuídas pelo sul e leste da Austrália, em Nova Gales do Sul, Queensland, Austrália Meridional, Tasmânia, Vitória e Austrália Ocidental, principalmente ao longo da costa em altitudes inferiores a 800 metros. A maior altitude, 1800 m é alcançada pela Diuris monticola. Todas as espécies são terrestres e ocorrem em áreas de clima marcadamente sazonal, com períodos bem marcados de crescimento, floração e dormência. existem preferencialmente em áreas abertas, campinas e capinzais, ocasionalmente em meio a bosques e vegetação arbustiva particularmente nos locais onde a claridade permite a existência da abundante vegetação rasteira. São frequentes em regiões costeiras, afloramentos de granito e planícies arenosas de baixa altitude, charnecas e dunas estáveis, quase sempre em solos bem drenados com exceção de umas poucas espécies que vivem em locais alagados durante o inverno de modo que ficam parcialmente submersas. A maioria das espécie floresce no começo da primavera, entretanto duas florescem no inverno, duas no verão e uma no outono.

## Descrição
As Diuris são plantas terrestres perenes que tem um par de tubérculos despidos, carnosos, ovais ou cilíndricos, e raízes filamentosas. Seus caules são muito curtos, eretos, e dão origem a folhas  basais, de uma a diversas por broto alternadas ou convolutas, longas e estreitas,  de margens inteiras, que se confundem com capim. A inflorescência é racemosa e pode chegar a um metro de altura, com uma ou diversas flores, que medem de um a seis centímetros, perfumadas ou não, maculadas ou lisas, amarelas, marrons, púrpura, alaranjadas, róseas ou brancas, ressupinadas com segmentos livres; pétalas ovaladas ou alongadas com istmo basal, sépala dorsal tombada sobre a coluna, mais curta e larga que as laterais, estas paralelas atrás do labelo; labelo tri-lobulado, com os lobos laterais inicialmente ao lado da coluna e então explanados e lobo intermediário plano ou levemente dobrado sobre a linha central, com calo formado por uma ou duas carenas lisas ou verrucosas, raro com carenas menores laterais. Coluna curta, apoda, com asas laterais estreitas, fundidas na base e paralelas à coluna. Antera bi-locular dorsal ereta com duas polínias brancas clavadas aderidas ao viscídio.

## Taxonomia
Diuris e Orthoceras são os dois gêneros que formam a subtribo Diuridinae que é uma das nove subtribos de Diurideae.

## Agrupamentos infragenéricos

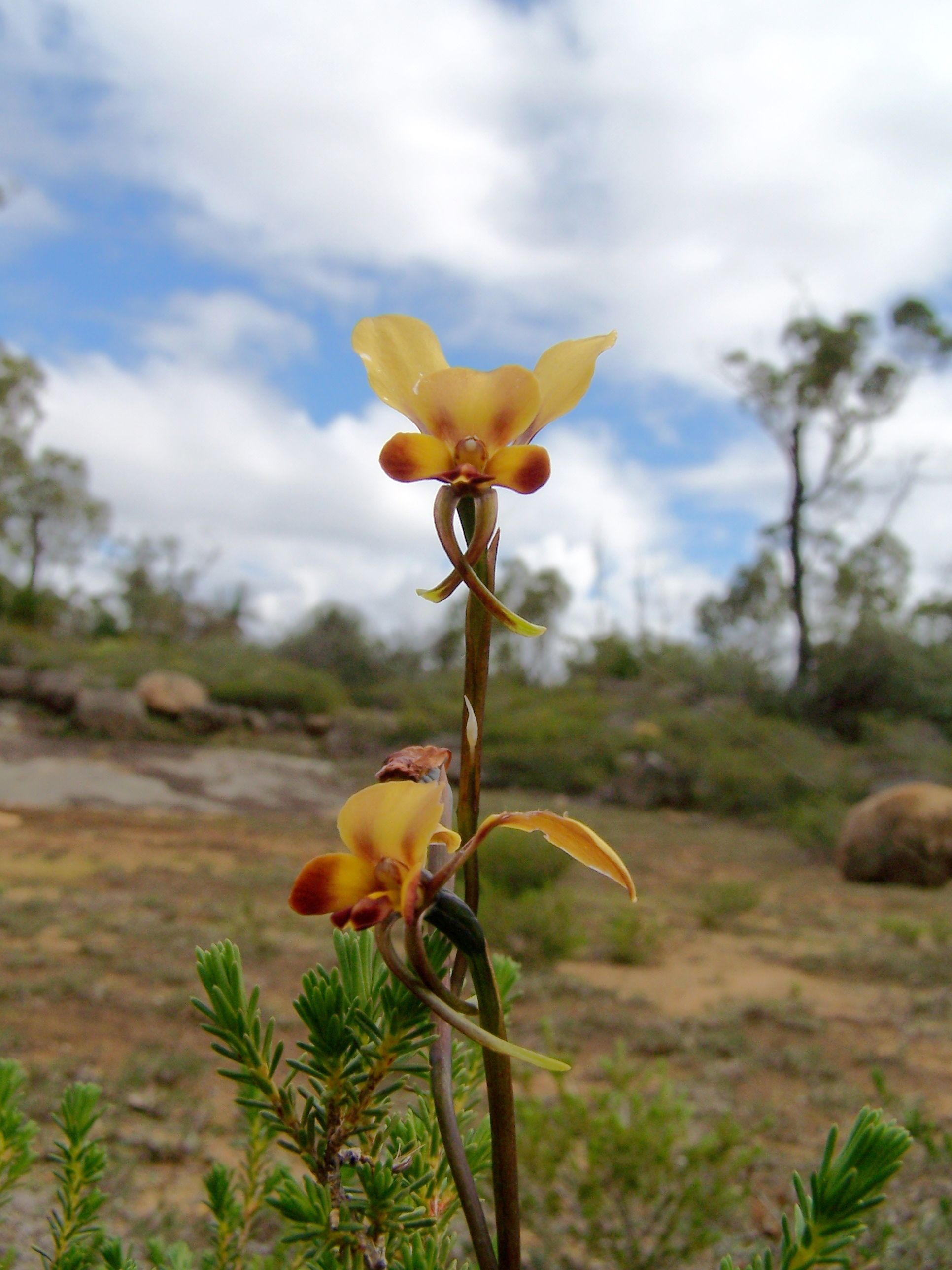
Diuris longifolia

Para efeito de identificação, David L. Jones divide as espécies deste gênero em oito conjuntos de afinidades, segundo sua morfologia:
- Alliance D. aequalis: flores amarelas com fortes manchas marrons, pétalas eretas, em formato de raquete, labelo com lobo intermediário em forma que leque, levemente dobrado ao longo da linha central, calo formado por duas carenas.

- Alliance D. abbreviata: flores amarelo claro com marcar marrons, pétalas refletidas, lobo intermediário do labelo plano ou dobrado, com lobos laterais pequenos e calo formado por duas carenas.

- Alliance D. brevifolia: flores normalmente alaranjadas a amarelas com pétalas eretas, lobo intermediário do labelo grande, plano mas com margens curvadas, lobos laterais de tamanhos variáveis, calo com duas carenas dentro de uma mancha marrom retângular.

- Alliance D. basaltica: flores mais largas que longas, normalmente alaranjadas a amarelas, raro creme ou listradas, lobos laterais do labelo denteados, pequenos, lobo intermediário grande, plano, e calo com duas ou mais carenas verrucosas.

- Alliance D. aurea: flores amarelas a alaranjadas, com sépalas laterais curtas, mais largas no ápice, calo do labelo com duas carenas.

- Alliance D. alba: flores normalmente brancas, malva, ou rosadas, raro amarelas, sépalas laterais muito longas e penduradas, calo com duas carenas.

- Alliance D. amplissima: flores de fundo amarelo com manchas de outras cores, com lobos laterais do labelo tão grandes quanto o lobo intermediário, abertos, e lobo intermediário convexo dobrado sobre sua linha central longitudinal, com calo alto e simples.

- Alliance D. laevis: espécies cuja morfologia não encaixa nos outros grupos.

A relação das espécies que pertencem a cada Alliance encontra-se no quadro abaixo.

## Espécies
Em seu livro Orquídeas Nativas da Austrália, David Lloyd Jones não menciona algumas espécies de Diuris descritas muito antes da publicação de seu livro. Exceto pela D. fryana, que é do Timor Leste, não são mencionadas a D. brevissima, D. cuneata e D. curvifolia. A conclusão é que estas espécies podem ser sinônimos de outras ou o nome a ser aceito, ou não são plantas cuja descrição permita identificação positiva, ou não foram encontradas nas últimas décadas e podem ser consideradas extintas.